# عمر کوسوکو
عمر کوسوکو (انگلیسی: Omar Kossoko؛ زادهٔ ۱۰ مارس ۱۹۸۸) بازیکن فوتبال اهل فرانسه است.
از باشگاه‌هایی که در آن بازی کرده‌است می‌توان به باشگاه فوتبال سروت ۱۸۹۰، باشگاه فوتبال اوسر، باشگاه فوتبال زسکا صوفیه، باشگاه فوتبال لیتکس لووچ، باشگاه فوتبال کریستال پالاس، و باشگاه ورزشی آمیان اشاره کرد.